# Майлс Браун
Майлс Браун (англ. Myles Brown, 21 травня 1992) — південноафриканський плавець.
Учасник Олімпійських Ігор 2016 року.